# Ottertjärnen, Ångermanland
Ottertjärnen är en sjö i Bjurholms kommun i Ångermanland och ingår i Lögdeälvens huvudavrinningsområde.